# Росбах (Доња Баварска)
Росбах (њем. Roßbach) град је у њемачкој савезној држави Баварска. Једно је од 31 општинског средишта округа Ротал-Ин. Према процјени из 2010. у граду је живјело 2.861 становника. Посједује регионалну шифру (AGS) 9277142.

## Географски и демографски подаци
Росбах се налази у савезној држави Баварска у округу Ротал-Ин. Град се налази на надморској висини од 331–451 метра. Површина општине износи 48,2 km². У самом граду је, према процјени из 2010. године, живјело 2.861 становника. Просјечна густина становништва износи 59 становника/km².